# Campanula aizoides
Campanula aizoides är en klockväxtart som beskrevs av Zaffran. Campanula aizoides ingår i släktet blåklockor, och familjen klockväxter. Inga underarter finns listade i Catalogue of Life.